# Jogoroto
Jogoroto is een bestuurslaag in het regentschap Jombang van de provincie Oost-Java, Indonesië. Jogoroto telt 9211 inwoners (volkstelling 2010).